# John Abbott
John Abbott este un personaj din filmul Tânăr și neliniștit, fondatorul Jabot Cosmetics.
A fost căsătorit cu Dina Mergeron și a avut doi copii: Tracy Abbott și John „Jack” Abbott Jr. Dina a mai avut un copil, Ashley Abbott cu Brent Davis, despre care nimeni nu știa că nu este a lui John. John a fost de acord să o țină pe Ashley în sânul familiei Abbott și nimeni nici măcar ea să nu știe că nu este fata lui John. După câțiva ani de fericire împreună Dina îi părăsește pe toți. John rămânâd singur fără ajutor o angajează pe Mamie Johnson ca bonă pentru copii și servitoare în casă. După un an John o întâlnește pe Jessica Blair mama Christinei Blair vrând să se căsătorească cu ea dar nu putea fiindcă nu divorțase de Dina. Dina căutată de John vine în Genoa City pentru divorț. Cei trei copiii așteptând-o cu nerăbdare crezând că mama lor se va împăca cu tatăl lor. Încearcă să îi împace dar degeaba. John divorțează de Dina și se căsătorește cu Jessica după doi ani de mariaj divorțează. Jill Fenmore fostă manichiuristă îl întâlnește pe John după două luni de iubire se căsătoresc au un copil William "Billy" Abbott dar divorțează după nouă ani de mariaj dar rămân buni prieteni pentru todeauna. După zece ani de la divorțul cu Jill o întâlnește pe Gloria Fisher aceasta având doi copii despre care John nu știa se ceartă dar se împacă după un timp fostul soț al Gloriei Tom Fisher vine în oraș și se infiltrează în jurul familiei Abbott având o relație cu Ashley care nu știa că este fostul soț al Gloriei fii Gloriei Michael Baldwin și Kevin Fisher află de venirea lui Tom în oraș acesta hărțuind familia Abbott. John află de cele întâmplate și pune punct situației luând un pistol și ducându-se în spatele unui restaurant unde Tom pregătise o întâlnire cu Gloria Tom îl atacă pe John și John îl împușcă din greșeală dându-și seama ce a făcut.Pleacă cu mașina dar se accidentează Ashley îl găsește cheamă salvarea să îl ducă pe John la spital acesta trăind. Asheley se duce la locul faptei și ia pistolul în mână chiar când poliția vine aceștia o acuză pe Ashley.John în spital inconștient își aminteștte fragmente din întâmplare după ce iese din spital îl cheamă pe Michael Baldwin la locul faptei vede sânge și își dă seama că el a comis crima nu Ashley se duce la poliție și spune că el a făcut crima este arestat și ținut în arest mai apoi după mult timp în care după gratii s-au întâmplat lucruri care au adus la îmbolnăvirea sa cum ar fi fost concedierea lui Jack din Jabot firma preluată dinainte de a intra la închisoare de Chancellor Indrusties din cauza datoriilor companiei. Chancellor Industries condusă de buna prietenă a lui John Kathrine Chancellor.John își pierde memoria crezând că Gloria este Dina după câtva timp din cauza bătrâneții moare.